# トリノ国際博覧会 (1961年)

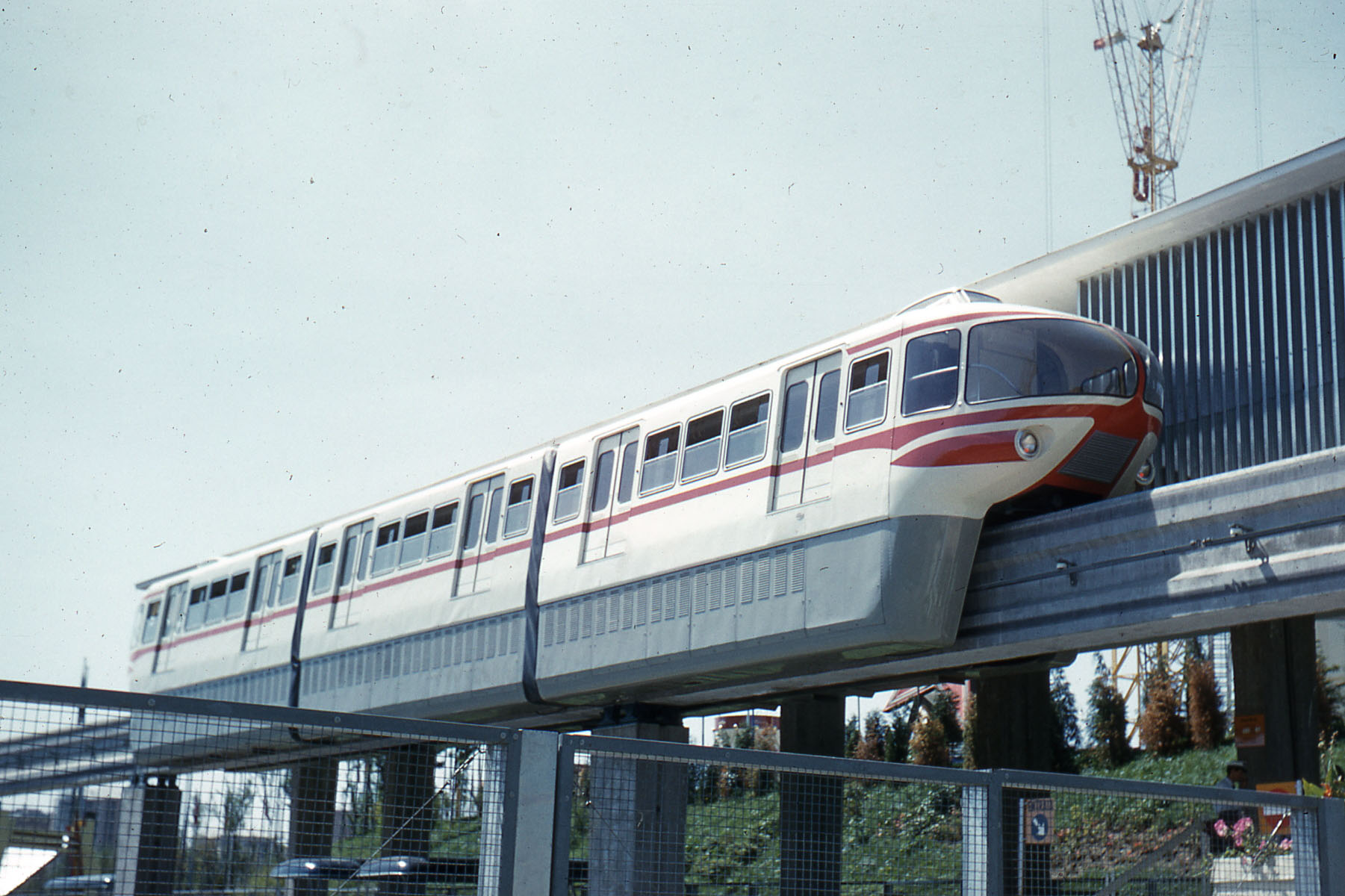
万博会場の連絡に使われたモノレール
_{万博開催の二年後に撤去された。}

1961年のイタリア統一百年記念・トリノ国際労働博覧会（イタリアとういつひゃくねんきねん・トリノこくさいろうどうはくらんかい, International Labour Exhibition, Expo 1961）は、1961年5月1日から10月31日までイタリアのトリノで開催された国際博覧会（特別博）である。1861年にトリノでイタリア王国の建国を宣言して100年目を記念して開催された。